# Anton Števanec
Anton Števanec, ponegdje Štefanec (mađarski: Stevanecz Antal) (Vanča vas, 29. prosinca 1861. – Zalaháshágy, 12. travnja 1921.) slovenski je pisac, kantor i učitelj u Mađarskoj.
Rođen je bio u današnjom Prekomurju (Slovenija) kod Tišine, kao sin Matjaša (Matije) Števanca i Žužane Ratnik. U Kisegu u sirotištu Kelcz-Adélffy je odrastao. 1874. – 1881. je učio u Kisegu. Prvo u Čurguju je radio kao učitelj 1881. – 1884. godine, zatim u Tišini u svojem zavičaju tri godine (1884. – 1887.). Četiri mjeseca je radio u Heveškoj županiji, 1887. – 1890. godine pa u Cankovi.
Osam godina je radio u Števanovcima kod Monoštra, gdje je bio ujedno kantor i bilježnik. 1896. godine je pisao svoje djelo na prekomurskom jeziku, Szercé Jezus (ranije Szrcé Jezus, hrvatski Srce Isusa) molitvenik i pjesmaricu. Molitvenik ima pet izdanja. U prvih godinama rado su rabili Števancov molitvenik u Števanovcima, na Gornjom Seniku i u Pečarovcima.
Števanec je bio nasilni, pripit i nemaran čovjek. Iz mjesta su ga progonili 30. siječnja, 1898., u mjesto Kerkakutas u Zalsku županiju. 1901. godine je radio u Zalaháshágyu i ovdje je umro. 1917. godine Sambotelska biskupija je zabranila molitvenik Szrcé Jezus.

## Vanjske poveznice
- Slovenski biografski leksikon – Anton Števanec[neaktivna poveznica]